# Encentrum goldschmidi
Encentrum goldschmidi is een raderdiertjessoort uit de familie Dicranophoridae. De wetenschappelijke naam van deze soort is voor het eerst geldig gepubliceerd in 1999 door Jersabek.